# Kernkraftwerk Barsebäck
Das abgeschaltete Kernkraftwerk Barsebäck liegt in Barsebäck in der Gemeinde Kävlinge in Schonen in Schweden.

## Geschichte
Das Land für das Kernkraftwerk wurde 1965 vom Energieversorger Sydkraft gekauft und der erste Reaktor wurde 1969 bei Asea-Atom bestellt. Der Block 1 wurde zum ersten Mal am 18. Januar 1975 kritisch, der Block 2 folgte am 20. Februar 1977. Der erste Reaktor wurde am 15. Mai 1975 erstmals mit dem Netz synchronisiert, der zweite am 21. März 1977. Die Reaktoren waren seit dem 1. Juli 1975 bzw. 1. Juli 1977 im kommerziellen Betrieb.
Da es nur 20 Kilometer von der dänischen Hauptstadt Kopenhagen entfernt ist, drang die dänische Regierung darauf, das Kernkraftwerk im Zuge des schwedischen Atomausstiegs als erstes abzuschalten.
Der erste Block, Barsebäck 1, wurde am 30. November 1999 abgeschaltet und der zweite Block, Barsebäck 2, am 31. Mai 2005. Zum Zeitpunkt der Stilllegung hatten beide Reaktoren eine Leistung von jeweils 600 Megawatt. Das Kernkraftwerk wurde von der Barsebäck Kraft AB, einer Tochterfirma der Ringhals AB, die wiederum zu Vattenfall und Eon Kärnkraft Sverige AB (jetzt Tochter von Uniper) gehört, betrieben.
1973 kam es nach einer sehr authentischen Darstellung eines simulierten Kernkraftwerkunfalls zur sogenannten Barsebäck-Panik.
Im Juli 1992 jedoch kam es zu einem ernsten Störfall im Block 2. Beim Wiederanfahren des Reaktors nach einer Revision entstand ein Leck im Kühlkreislauf. Dabei wurde durch das ausströmende Wasser faseriges Isoliermaterial von den benachbarten Rohren gerissen. Da das ausströmende Wasser vom Reaktorsumpf wieder hochgepumpt wird, kam es in den Sieben vor den Notpumpen zu Verstopfungen, und mit der Zeit versagte das Pumpsystem. Durch eine zeitweise Umkehrung der Pumprichtung konnten die Verstopfungen nach einigen Stunden wieder gelöst werden, wonach die Pumpen wieder mit voller Leistung arbeiten konnten. Dadurch, dass der Reaktor erst in der Hochlaufphase gewesen war, entstand in dieser Zeit kaum Nachzerfallswärme.

## Daten der Reaktorblöcke
Das Kernkraftwerk Barsebäck hat insgesamt zwei stillgelegte Blöcke:
| Reaktorblock | Reaktortyp         | Nettoleistung | Bruttoleistung | Baubeginn | Netzsynchronisation | Kommerzieller Betrieb | Abschaltung |
| ------------ | ------------------ | ------------- | -------------- | --------- | ------------------- | --------------------- | ----------- |
| Barsebäck-1  | Siedewasserreaktor | 600 MW        | 615 MW         | 1.02.1971 | 15.05.1975          | 1.07.1975             | 30.11.1999  |
| Barsebäck-2  | Siedewasserreaktor | 600 MW        | 615 MW         | 1.01.1973 | 21.03.1977          | 1.07.1977             | 31.05.2005  |

## Galerie

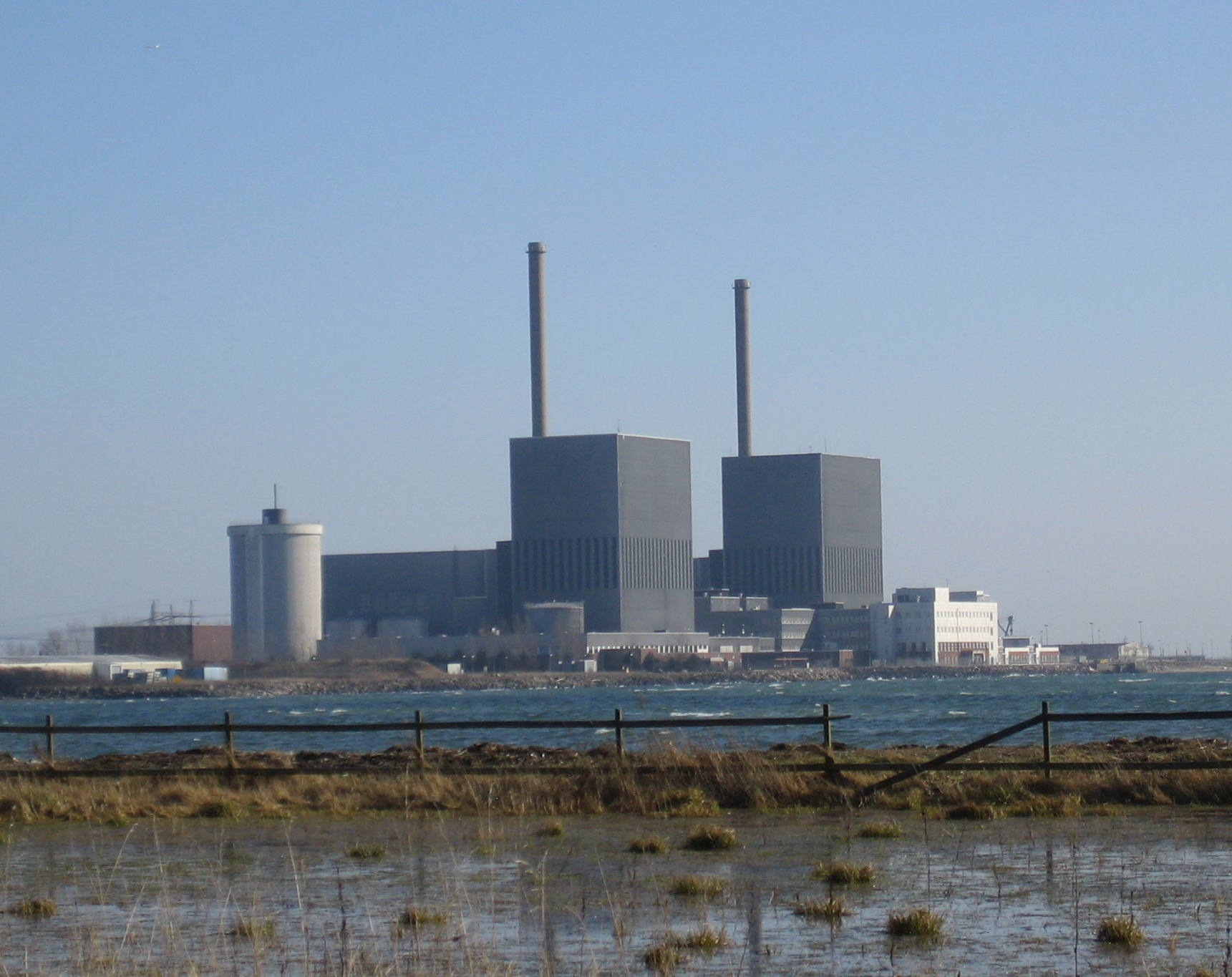
Ansicht vom Wasser
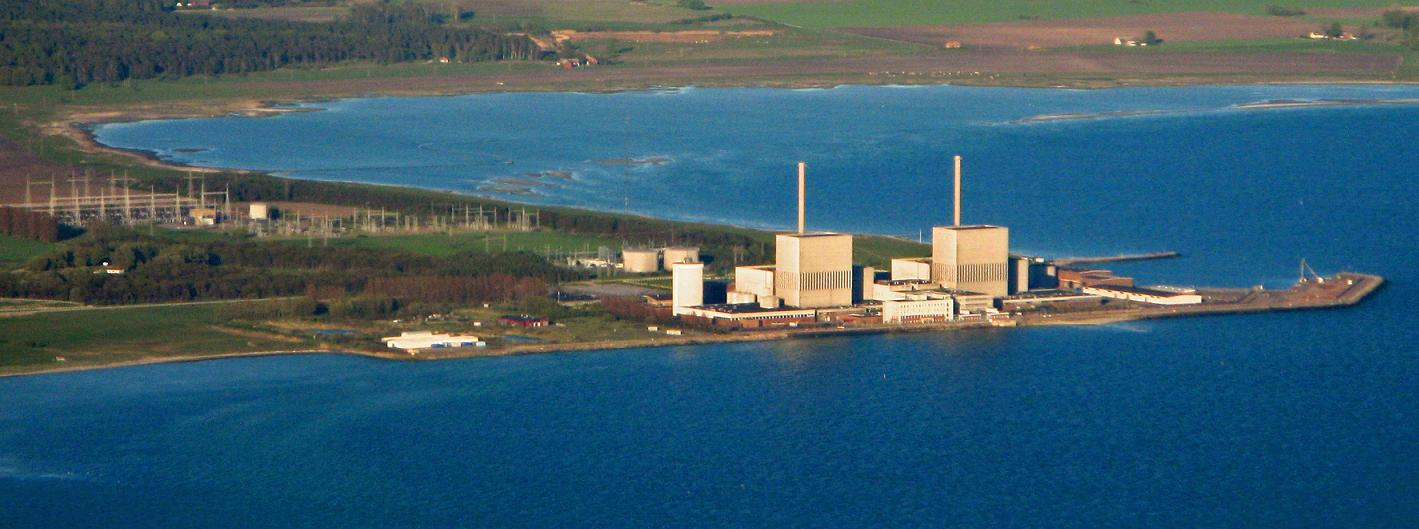
Das Kernkraftwerk von oben
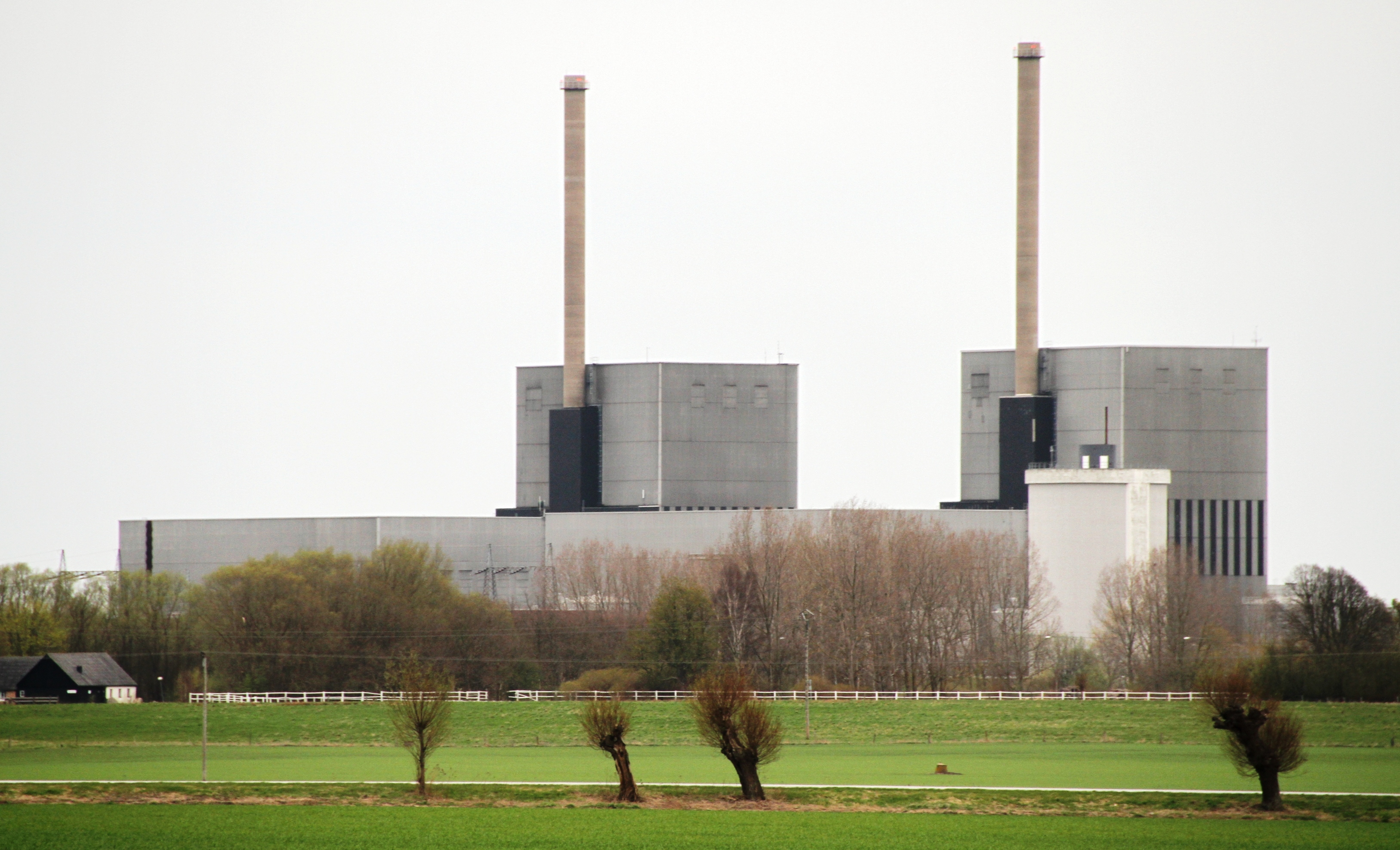
2012